# はなうたはじめ Humming Soon
『はなうたはじめ Humming Soon』（-ハミング スーン）は、ヒカシューの7枚目のオリジナル・アルバム。1991年12月21日にバップより発売。
本作のテーマは「人間の幸せ」。ジャケット撮影は荒木経惟によるもの。モデルは仙葉由季。
本作を最後に結成時からのオリジナルメンバーである井上誠がヒカシューを脱退する。

## 収録曲
1. びろびろ -プヨプヨに対抗して-(Biro-Biro)
  - 作詞・作曲:巻上公一
  - 「プヨプヨ」へのアンサーソング。
2. ウイルスと共に(With Viruses)
  - 作曲:坂出雅海
3. はなうたはじめ(Humming Soon)
  - 作詞:巻上公一／作曲:野本和浩
4. くたびれた靴の軌道(Slipshod Orbit)
  - 作詞:巻上公一／作曲:坂出雅海
5. もったいない話(Waste of Inspiration)
  - 作詞:巻上公一／作曲:坂出雅海
6. いつしか夏の骨となる(Some Summer I will be come a skeleton)
  - 作詞:巻上公一／作曲:坂出雅海
7. 虫の知らせ(The Hunch)
  - 作詞:巻上公一／作曲:坂出雅海
8. 偉大なる指揮者1(Great Conductor 1)
  - 作曲:大友良英・ヒカシュー
9. はなうたまじり(Humm Together)
  - 作詞:巻上公一／作曲:三田超人
10. ポトラッチ天国(Potlach Paradise)
  - 作詞:巻上公一／作曲:三田超人
11. 偉大なる指揮者2(Great Conductor 2)
  - 作曲:大友良英・ヒカシュー
12. 偉大なる指揮者3(Great Conductor 3)
  - 作曲:大友良英・ヒカシュー
13. はなうたむすび(Ecstatic Humm)
  - 作詞:巻上公一／作曲:坂出雅海
14. アンナ・パーラー(Anna Pahlar)
  - 作詞・作曲:三田超人